# Harlem (Nowy Jork)
Harlem – dzielnica (neighborhood) Nowego Jorku, zajmuje większość północnej części okręgu (ang. borough) Manhattan. Jej populacja w większości składa się z Afroamerykanów.

## Historia
W 1658 r. została tu założona przez Holendrów wioska Nieuw Haarlem. Nazwa pochodzi od miasta Haarlem w Holandii.
Od około 1900 r. dzielnica rozwijała się jako centrum populacji afroamerykańskiej. W latach dwudziestych stała się ośrodkiem twórczości literackiej i ruchu intelektualnego, zwanego renesansem Harlemu.
Pod koniec II wojny światowej warunki mieszkaniowe w dzielnicy pogorszyły się, w efekcie czego duże obszary dzielnicy stały się slumsami, choć powstały też nowoczesne biura. Tu mieści się znane boisko do streetballa – Rucker Park.
Z Harlemu pochodzą m.in. Cam’ron, Big L, Moby, Immortal Technique, ASAP Rocky czy Azealia Banks.

## Podział administracyjny
- Harlem Zachodni
- Harlem Centralny
- Harlem Wschodni – zwany Hiszpańskim lub El Barrio

## Zabytki i ciekawe miejsca
Wybrane zabytki i miejsca zalecane do zwiedzenia:
- Mother African Methodist Episcopal Zion Church(inne języki) – kościół z końca XVIII w.[4]
- El Museo del Barrio(inne języki) – muzeum poświęcone sztuce i kulturze karaibskiej[potrzebny przypis]
- Graham Court(inne języki) – zabytkowe apartamenty[potrzebny przypis]
- La Marqueta(inne języki) – historyczny podziemny targ przy stacji kolejowej
- Morningside Park(inne języki) – największy na terenie Harlemu park
- Museum of the City of New York(inne języki) – muzeum historii miasta Nowego Jorku

## Galeria zdjęć

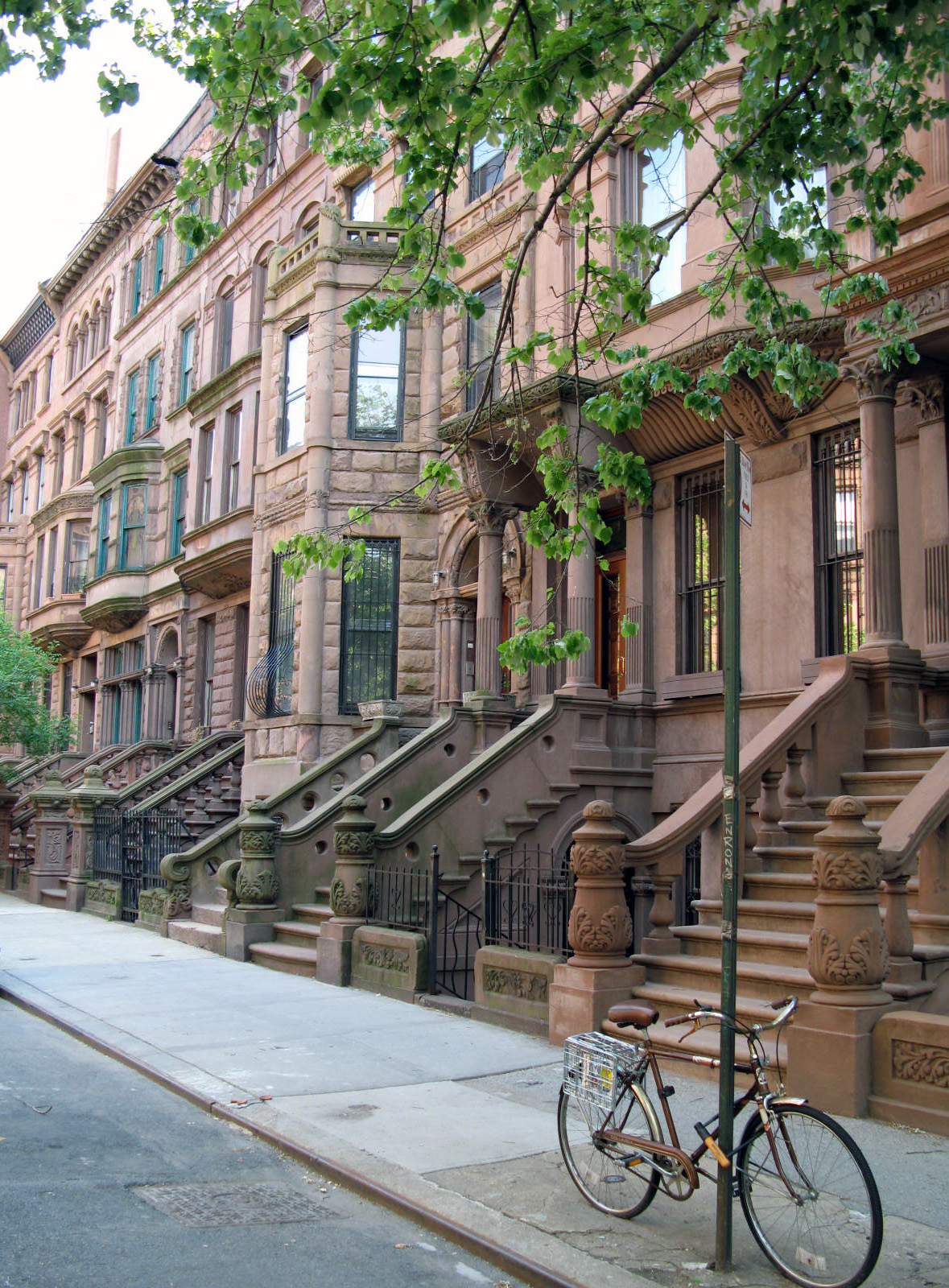
Jedna z ulic na Harlemie
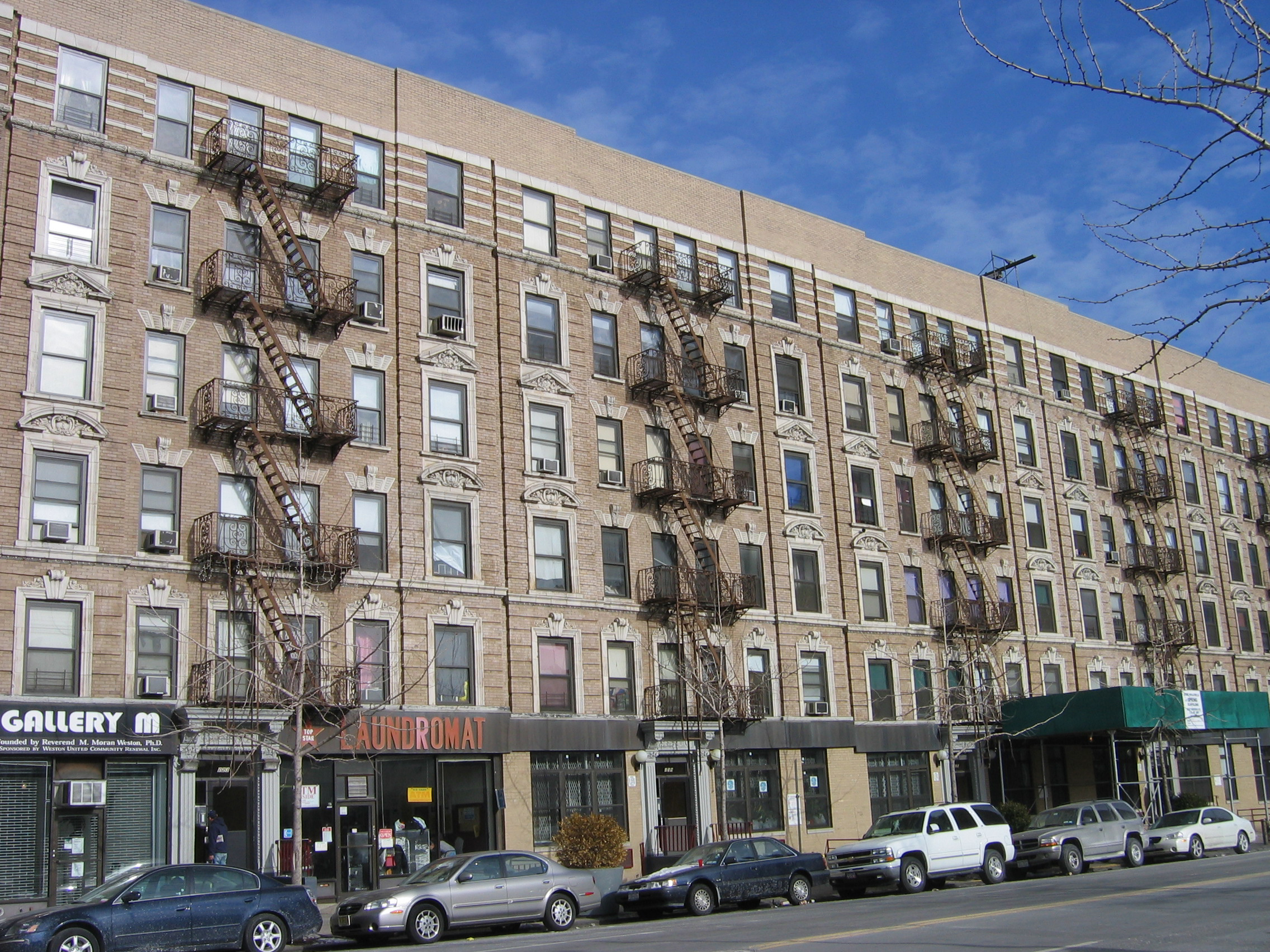
Budynek mieszkalny tzw. rowhouse stojący się przy ulicy 135th Street, wzniesiony został dla afroamerykańskiej ludności w latach trzydziestych
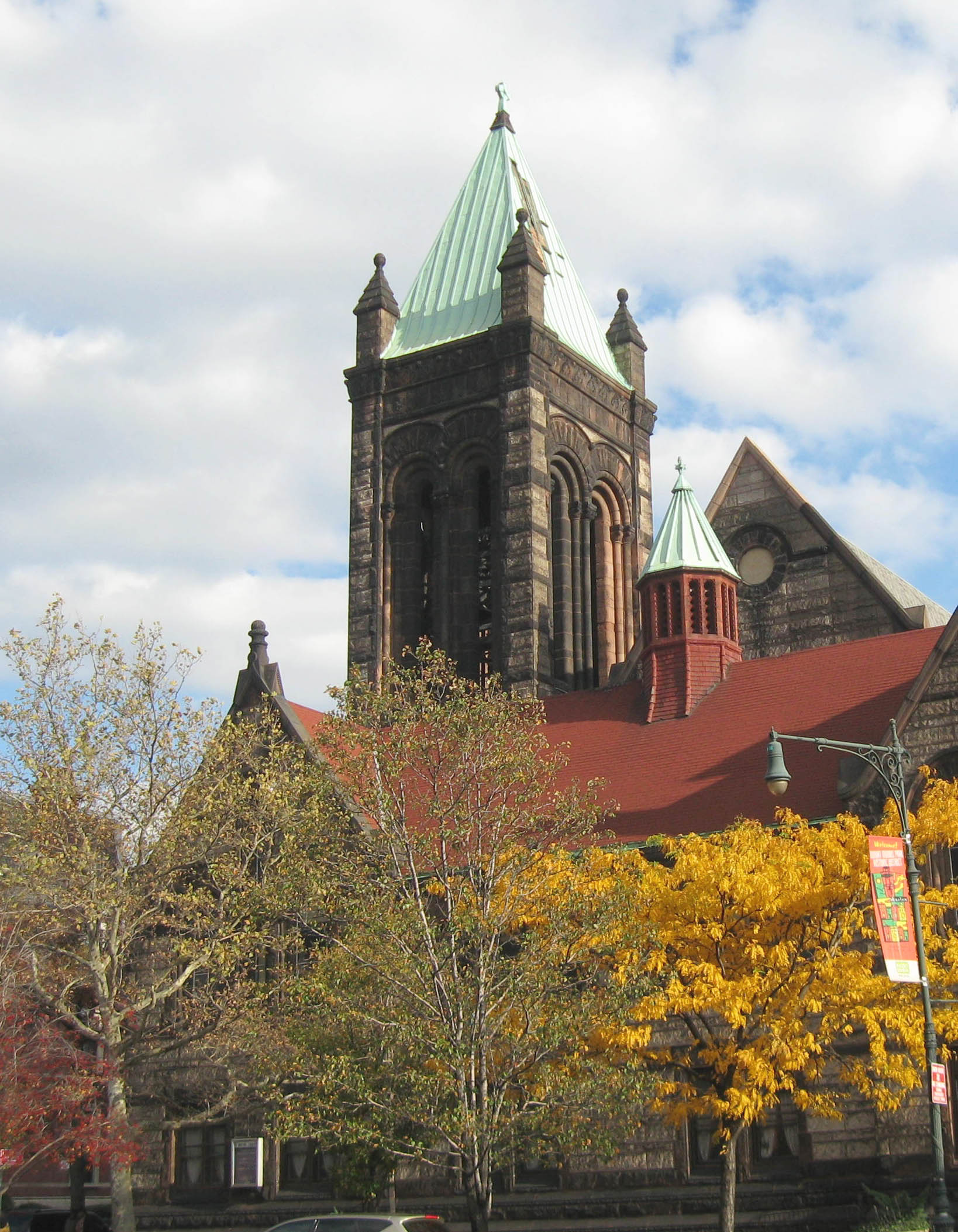
Kościół episkopalny pod wezwaniem świętego Marcina u zbiegu alei Lenox Avenue i ulicy 122nd Street
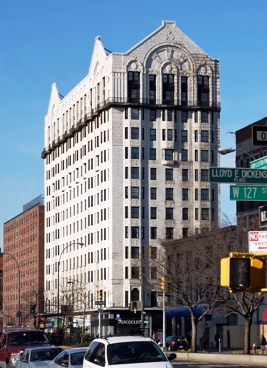
Gmach Hotelu Theresa na narożniku Adam Clayton Powell Jr. Boulevard i ulicy 125th Street
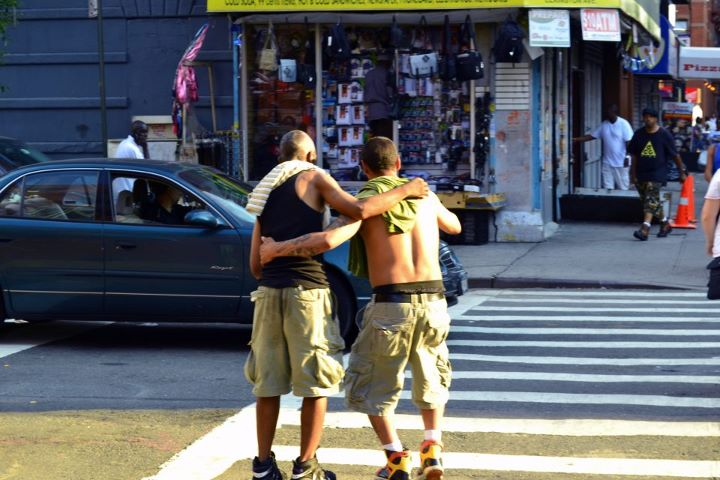
Scena przy ulicy na Harlemie
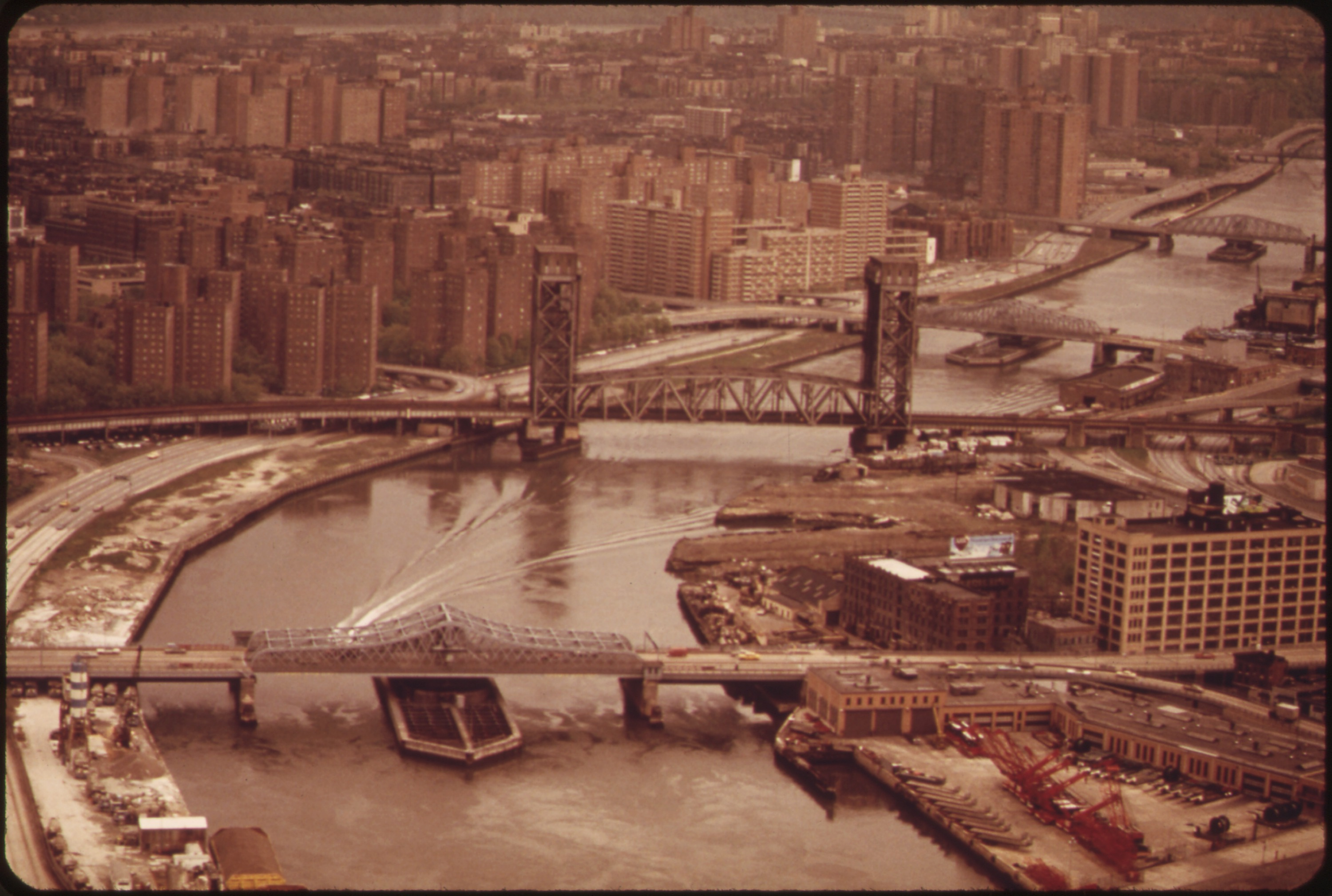
Rzeka Harlem przepływająca przez Harlem (po lewej stronie) i Bronx (po prawej stronie)
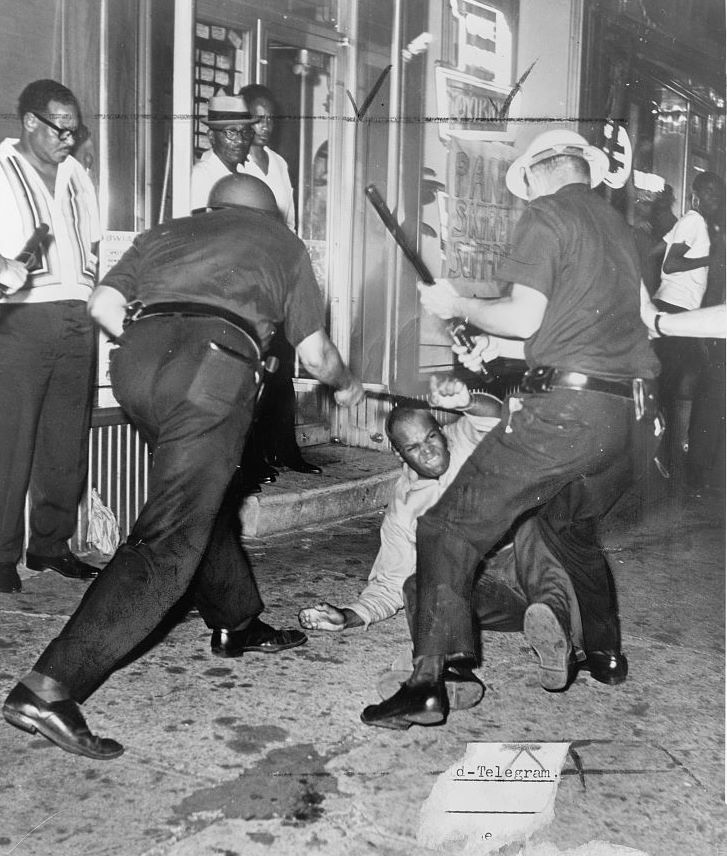
Scena z zamieszek na Harlemie w roku 1964